# Jawad El Hajri
Jawad El Hajri est un footballeur international marocain né le 1er novembre 1979 à Bergerac. Il évolue au poste d'attaquant.
Il possède une sélection en équipe du Maroc, sélection acquise le 4 juin 2006 lors d'un match amical face à la Colombie.
Attaquant performant, il possède un sens du but exceptionnel qui lui vaut parfois une place de titulaire à la pointe de l'attaque de l'AS Moulins. Il participe également aux entrainements des jeunes en tant qu'éducateur.
Le 5 janvier 2013, lors d'un match de 32e de finale de Coupe de France bien mal embarqué pour l'AS Moulins qui perd 1-0 face à Marseille Consolat depuis la 31e minute, il égalise à la dernière seconde alors que peu de monde croyait encore à l'égalisation moulinoise. Moulins finira par gagner ce match lors de la séance de tirs au but.

## Sélections en équipe nationale
| # | Date       | Match                | Lieu      | Score | Compétition |
| 1 | 04/06/2006 | Colombie - Maroc     | Barcelone | 2 - 0 | Amical      |
| 2 | 16/08/2006 | Maroc – Burkina Faso | Rabat     | 1 - 0 | Amical      |

## Carrière
- 1998 - 1999 :  Évreux AC
- 1999 - 2001 :  Pacy VEF (34 matchs, 6 buts en National)
- 2001 - 2002 :  Olympique d'Alès (12 matchs, 1 but en National)
- 2002 - 2003 :  EA Guingamp (équipe réserve)
- 2003 - 2004 :  AS Cherbourg (21 matchs, 8 buts en National)
- 2004 - 2006 :  US Boulogne (33 matchs et 22 buts en National, le reste en CFA)
- 2006 - 2007 :  Stade brestois (21 matchs, 3 buts en L2)
- 2007 - 2008 :  Bani Yas Club (D2 émiratie, 14 matchs, 18 buts)
- 2008 - 2009 :  Pacy VEF (15 matchs, 3 buts en National)
- 2009 :  Baniyas SC
- 2010 :  AS Moulins (19 matchs, 7 buts en National)
- 2010 - 2011 :  Paris FC (23 matchs , 6 buts en national )
- 2011 - 2014 :  AS Moulins
- 2014 - 2016 :  AS Yzeure[1]

## Palmarès
- Meilleur buteur de CFA lors de la saison 2004-2005 avec l'USBCO
- Meilleur buteur de National lors de la saison 2005-2006 (23 buts inscrits avec l'USBCO)